# Paz autoritaria

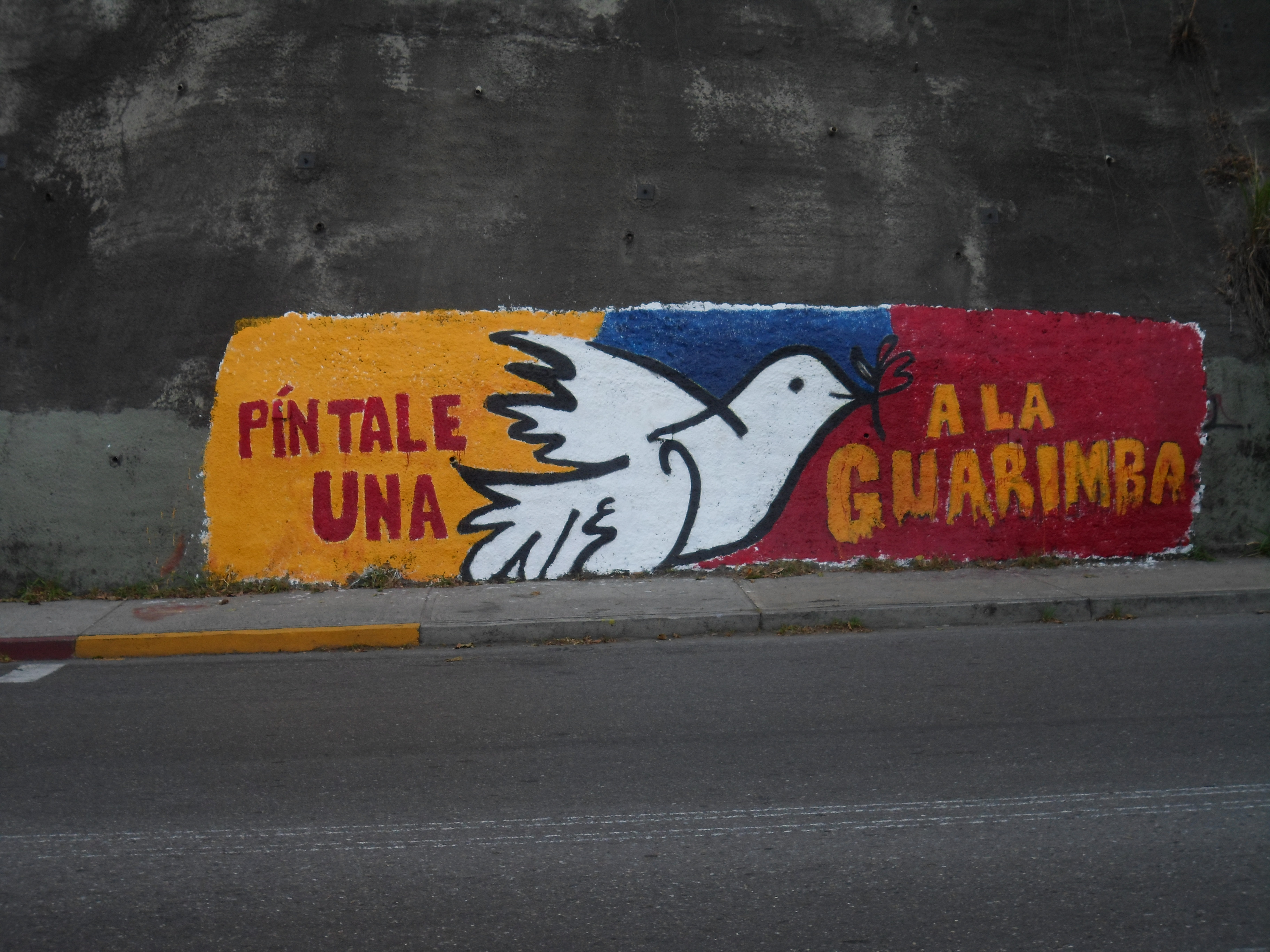
Mural progubernamental en Caracas, Venezuela, en 2014.

La paz autoritaria es un concepto que define la estabilidad política y social impuesta mediante la fuerza o coerción, o en un contexto de violación de derechos humanos, como aquella experimentada durante una dictadura o un cese al fuego después de un conflicto bélico. La palabra puede entenderse como un oxímoron al considerar a la paz y al autoritarismo como conceptos opuestos.
El término está relacionado con el concepto de paz negativa acuñado por el sociólogo noruego Johan Galtung, entendiéndose como sólo la ausencia de hostilidades y otras formas de conflictos violentos, y es contrario al concepto de paz positiva, que implica la presencia simultánea de estados de armonía, justicia, equidad.
El internacionalista Félix Arellano relaciona el término con el período de la Paz armada en Europa entre 1871 al 1914, desde el fin de la guerra franco-prusiana y hasta el inicio de la Primera Guerra Mundial.

## Uso
| Ricardo Sucre Heredia | Twitter |
| @rsucre               |         |

             [...] Ah, cuando vayas a comer tus ricas empanadas en Chacao, recuerda que muchos nos doblamos por la paz, autoritaria, pero paz. [...]
         

        11 de abril de 2024

En vísperas de las elecciones presidenciales de Venezuela de 2024, el politólogo Ricardo Sucre Heredia, asesor del candidato Manuel Rosales, declaró que «Muchos nos doblamos por la paz, autoritaria, pero paz» en respuesta al comunicador social Santiago Romero. La afirmación generó críticas y rechazo. Romero respondió diciendo «que el asesor político de Manuel Rosales diga que prefiere la 'paz autoritaria' es bastante grave y revelador».
El líder opositor Leopoldo López aseguró que quienes hablaban de paz autoritaria «normalizaban la dictadura» y promovían el modelo de China, Cuba y Corea del Norte.
El abogado y defensor de derechos humanos Alí Daniels sostuvo que la «paz autoritaria no es paz, es conflicto silente, es represión sin ruido, no es paz». El politólogo y coordinador internacional de Vente Venezuela, Pedro Urruchurtu, declaró que «la ‘paz autoritaria’ es la del silencio de los incómodos, la de la resignación de los derrotados y la de los que prefieren adaptarse a la jaula para hacerla confortable. Eso, que en definitiva no es paz, no es por lo que lucho, y asumo el precio que estoy pagando por negarme». La activista Elisa Trotta expresó: «no existe la ‘paz autoritaria’. Sugerir eso es burlarse de los presos políticos y sus familias. Es pisar la memoria de las víctimas. Es silenciar los gritos del torturado. La paz solo existe en democracia».